# Monteverdia ponceana
Monteverdia ponceana es una especie de planta de flores perteneciente a la familia Celastraceae. Es endémica de Puerto Rico. .

## Distribución
Es un pequeño árbol de áreas húmedas que se encuentra cerca de la Florida y Río Portugués, al norte de Ponce.

## Taxonomía
La planta fue descrita como Maytenus ponceana por Nathaniel Lord Britton y publicado en Bulletin of the Torrey Botanical Club 51: 10 en 1924.
En una revisión taxonómica en 2017, 123 especies anteriormente clasificadas dentro del género Maytenus pasaron a Monteverdia, entre ellas Maytenus ponceana, por lo que Monteverdia ponceana fue descrita como tal por primera vez por el botánico brasileño Leonardo Biral et al. y publicada en Systematic Botany 42 (4): 690 en 2017.

#### Basónimo
- Maytenus ponceana Britt., 1924

Etimología
ponceana: epíteto geográfico que alude a su localización en el municipio de Ponce.